# Carlos Tejas
Carlos Rodrigo Tejas Pastén (Iquique, 1971. október 4. –) chilei labdarúgókapus.

## Pályafutása

### Klubcsapatban
1995 és 1998 között a Coquimbo Unido csapatában játszott. 1998 és 2001 között a Santiago Morning kapuját védte. 2001 és 2002 között ismét a Coquimbo Unido játékosa volt. 2002-től 2004-ig Cobreloa hálóját őrizte, melynek tagjaként 2003-ban Apertura és Clausura bajnoki címet szerzett. 2004 és 2007 között a Deportes La Serena csapatát erősítette. Később védett még az O’Higgins és a Coquimbo Unido együttesében.

### A válogatottban
Tagja volt a chilei válogatott keretének az 1997-es Copa Américán, de nem lépett pályára egyetlen mérkőzésen sem. Az 1998-as világbajnokságon Nelson Tapia és Marcelo Ramírez mögött a válogatott harmadik számú kapusa volt.

## Sikerei, díjai
Cobreloa
- Chilei bajnok (2): 2003 Apertura, 2003 Clausura